# Wildon
Wildon – gmina targowa w Austrii, w kraju związkowym Styria, w powiecie Leibnitz. Liczy 5218 mieszkańców (1 stycznia 2015).